# Keta Music Vol. 2
Keta Music Vol. 2 è il quarto mixtape del rapper italiano Emis Killa, pubblicato il 18 giugno 2015 dalla Carosello Records.

## Tracce
Testi di Emiliano Giambelli.
1. Lo sanno i veri (Intro) (feat. DJ Telaviv) – 2:11
2. C'era una volta – 2:28
3. Superman (feat. Gué Pequeno) – 3:10
4. 13 anni (feat. Bassi Maestro, Giso & Clark P.) – 3:13
5. B.Rex Bestie (feat. Lazza) – 3:36
6. Racai status (feat. Vacca, Jamil) – 3:15
7. 10 comandamenti (feat. MadMan & Gemitaiz) – 5:03
8. Champions (feat. Clementino) – 3:21
9. Di tutti i colori (feat. Jake La Furia) – 3:26
10. Martin Luther King (feat. Luchè) – 4:13
11. Bella idea (feat. Lazza) – 3:28
12. Casinò (feat. Maruego) – 3:39
13. Colpo di fulmine (Outro) (feat. DJ Telaviv) – 2:20

## Formazione
- Emis Killa – voce
- DJ Telaviv – scratch (tracce 1 e 13)
- Gué Pequeno – voce aggiuntiva (traccia 3)
- Bassi Maestro – voce aggiuntiva (traccia 4)
- Giso – voce aggiuntiva (traccia 4)
- Clark P. – voce aggiuntiva (traccia 4)
- Lazza – voce aggiuntiva (tracce 5 e 11)
- Vacca – voce aggiuntiva (traccia 6)
- Jamil – voce aggiuntiva (traccia 6)
- MadMan – voce aggiuntiva (traccia 7)
- Gemitaiz – voce aggiuntiva (traccia 7)
- Clementino – voce aggiuntiva (traccia 8)
- Jake La Furia – voce aggiuntiva (traccia 9)
- Luchè – voce aggiuntiva (traccia 10)
- Maruego – voce aggiuntiva (traccia 12)

Produzione
- Davide Ice – produzione (traccia 1)
- Big Joe – produzione (traccia 2)
- Zef – produzione (tracce 3 e 11)
- Don Joe – produzione (traccia 4)
- Sick Luke – produzione (traccia 5)
- Mondo Marcio – produzione (traccia 6)
- PK – produzione (tracce 7 e 9)
- 2nd Roof – produzione (tracce 8 e 12)
- Small White – produzione (traccia 10)
- Fritz da Cat – produzione (traccia 13)